# Naja multifasciata
Naja multifasciata eller grävkobra är en ormart som beskrevs av Werner 1902. Naja multifasciata ingår i släktet Naja och familjen giftsnokar.
Arten förekommer i centrala Afrika i Gabon, Kamerun, Kongo-Brazzaville och Kongo-Kinshasa. Honor lägger ägg. Omen lever i låglandet och i kulliga områden upp till 800 meter över havet. Den vistas i våtmarker eller i skogar nära vattenansamlingar. Exemplaren gräver ofta. Honor lägger ägg.
För beståndet är inga hot kända. Hela populationen anses vara stabil. IUCN listar arten som livskraftig (LC).

## Underarter
Arten delas in i följande underarter:
- N. m. anomala
- N. m. duttoni
- N. m. multifasciata